# Mount Hood
Stratovulkán Hood leží na západním pobřeží USA ve státě Oregon, asi 80 km jihovýchodně od města Portlandu. S výškou 3426 m je zároveň nejvyšší hora Oregonu. Jméno dostala po britském admirálovi Samuelovi Hoodovi, původní obyvatelé Ameriky sopku nazývají Wy'east.

## Vulkán
Vrchol sopky tvoří několik andezitových a dacitových dómů a pokrývá ho led. Sopka měla během posledních 15 000 roků čtyři období velkých erupcí. Poslední se odehrála přibližně v letech 1790 až 1800. V 19. století bylo zaznamenáno ještě pár menších erupcí. Díky fumarolické aktivitě a výskytům menších zemětřesení se sopka stále považuje za aktivní, kvůli zalednění je možným zdrojem laharů. S výjimkou erupce sopky Mount St. Helens v roce 1980 je Hood jediné místo, kde došlo v Kaskádovém pohoří k úmrtí následkem sopečné činnosti. V roce 1934 se horolezec zadusil sopečnými plyny při zkoumání jeskyně vytvořené fumarolami v Coalmanově ledovci.

## Turismus
Mount Hood náleží do rezervace Mount Hood National Forrest rozkládající se na ploše 4 900 km². V okolí hory je šest lyžařských středisek, Timberline Lodge je dokonce otevřené celoročně.

## Zajímavost
- Stanley Kubrick použil záběry hotelu Overlook z tohoto střediska (Timberline Lodge) v úvodních scénách filmu Osvícení.

## Galerie

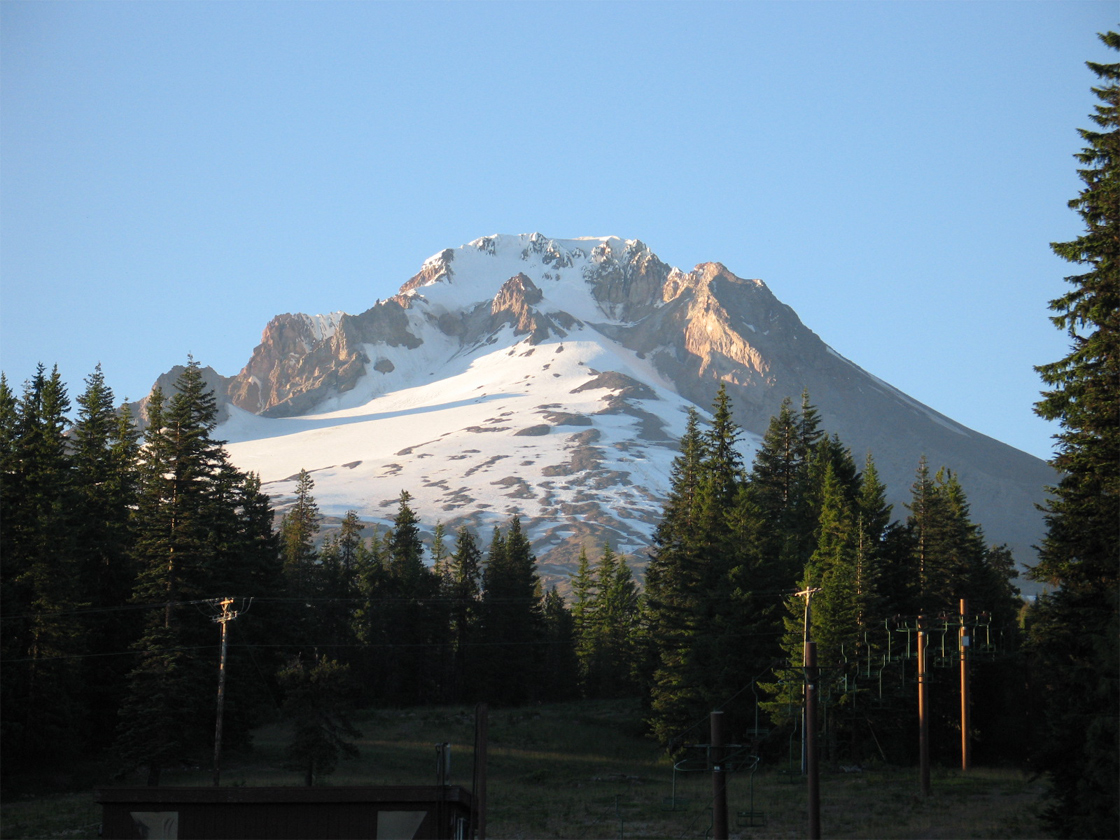
Bližší pohled na Mount Hood
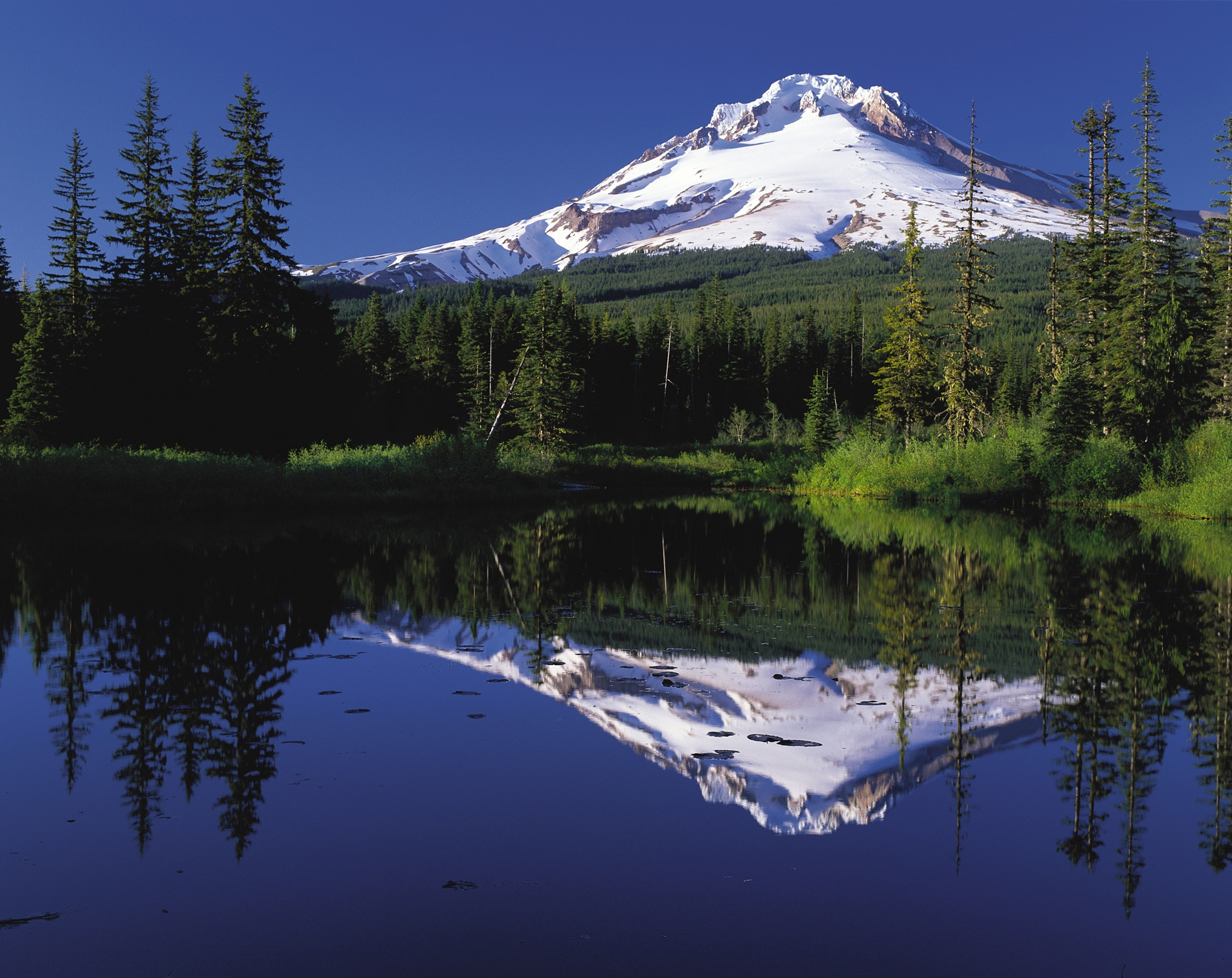
Hood - pohled od jezera Trillium